# Ceylalictus petiolatus
Ceylalictus petiolatus är en biart som beskrevs av Pesenko 1996. Ceylalictus petiolatus ingår i släktet Ceylalictus och familjen vägbin. Inga underarter finns listade i Catalogue of Life.